# گذرنامه لیختن‌اشتاینی

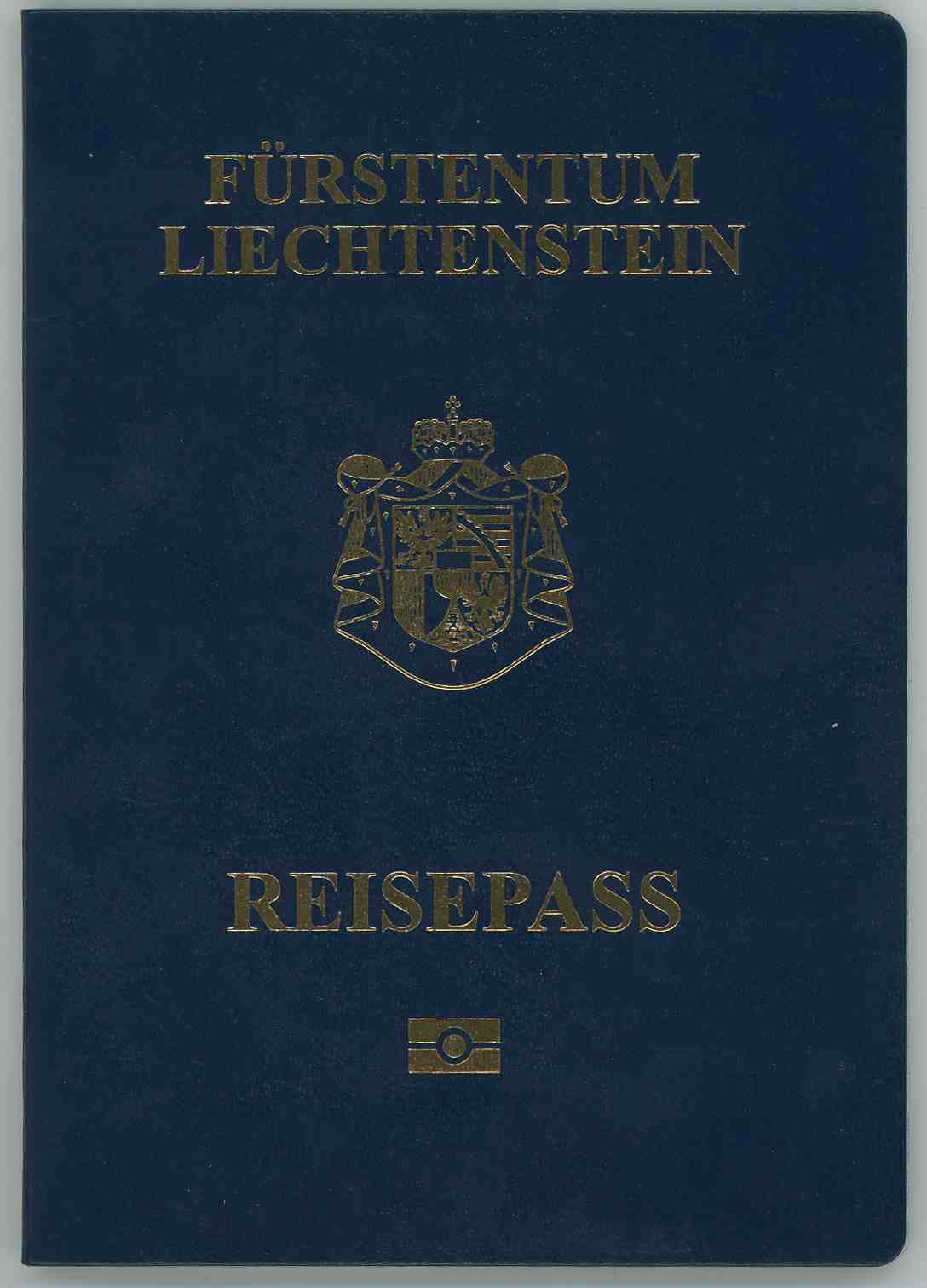
نمایی از یک‌نسخه گذرنامهٔ لیختن‌اشتاینی در سال ۲۰۰۷

گذرنامهٔ لیختن‌اشتاینی یک مدرک سفر بین‌المللی است که توسط کشور لیختن‌اشتاین صادر می‌شود و بنا بر داده‌های سال ۲۰۲۳، دارندگان آن می‌توانستند به ۱۸۰ کشور دیگر بدون دریافت ویزا سفر کنند یا ویزا را در بدو ورود دریافت نمایند. این گذرنامه بر اساس رتبه‌بندی شاخص گذرنامهٔ هنلی در سال ۲۰۲۳ در رتبهٔ ۱۳ قرار داشت.